# C'è crisi
C'è crisi è il primo singolo estratto dall'album Contatti di Bugo, pubblicato il 4 aprile 2008 da Universal.
Secondo le parole di Bugo, il brano è stato originariamente scritto nel 2005, ma fu lasciato da parte per un po' di anni perché Bugo non era soddisfatto In un'intervista, Bugo dichiara che il brano è nato sentendo le altre persone che usavano spesso l'espressione "C'è crisi".
Il singolo è stato presentato durante la trasmissione "Quelli del calcio" con Simona Ventura, in cui Bugo canta dal vivo sopra una lavatrice, in riferimento al videoclip.
Una versione del brano riarrangiata in chiave rock è stata pubblicata nel 2018 all'interno della raccolta RockBugo.

## Video musicale
È stato girato un videoclip per la regia di Lorenzo Vignolo. Il video è girato in una lavanderia a gettoni, in cui le persone sono "soprammobili annoiati". Il video ha ricevuto il premio speciale come miglior videoclip "Out Indies" al Mei di Faenza nel 2008.

## Attualità
La canzone è diventata profetica a causa della grande recessione che scoppia in tutto il mondo nell'autunno del 2008. Rimarrà attuale negli anni a seguire, anche a causa di una crisi non solo sul piano finanziario, ma che invaderà la politica e la società in generale. La canzone viene citata in articoli e scritti su diversi campi del sociale.

## Curiosità
- Il testo del brano contiene un neologismo inventato da Bugo: "Nutellate".[12]
- Nelle versioni dal vivo, spesso Bugo ha sostituito il verso "Urlate, clacson! Urlate!" con un più arrabbiato "Urlate, cazzo! Urlate!", giocando con l'assonanza tra le due parole. Il verso viene cantato in questo secondo modo nella versione presente nella raccolta RockBugo.